# Nyctemera mutabilis
Nyctemera mutabilis là một loài bướm đêm thuộc phân họ Arctiinae, họ Erebidae.